# Migut Media
Migut Media – polskie wydawnictwo z siedzibą w Warszawie. Istnieje od 1992 r. Ma status spółki akcyjnej. Prezesem jest Wiesław Tadeusz Migut. Po przekazaniu jesienią 2011 roku 3 tytułów do spółki MMG, aktualnie nie wydaje żadnych czasopism.

## Czasopisma przeniesione do MMG Polska Sp. z o.o.
- "Audio Video" - miesięcznik poświęcony testom sprzętu audio
- "Businessman" - miesięcznik dla i o ludziach biznesu
- "Villa" - miesięcznik o wnętrzach

Tytuły spokrewnione, mutacje, wydania specjalne
- "Apartamenty i mieszkania" - periodyk opisujący oferty na rynku nieruchomości

Tytuły wydawane przez spółki trzecie na licencji Migut Media
- "Digital Foto Video" - miesięcznik o fotografii, wydawany przez FPLus Sp. z o.o.
- "IT Reseller" - dwutygodnik firm teleinformatycznych, wydawany przez ITR Sp. z o.o.
- "Świat Telekomunikacji" - miesięcznik branży telekomunikacyjnej
- "Świat Motoryzacji" - miesięcznik motoryzacyjny, wydawany przez SM Media Sp. z o.o.

Tytuły wycofane:
- "Kurier Warszawski" - miesięcznik lokalny
- "Life Video (miesięcznik)" - zmiana nazwy na Mix, później Video Mix
- "Office World" - włączony do magazynu Businessman
- "Płaskie Ekrany" - miesięcznik poświęcony sprzętowi wideo (dawniej Video Mix)
- "Płaskie Ekrany & Dobry Dźwięk" - półrocznik poświęcony sprzętowi audio-wideo
- "Prawo Teleinformatyczne" - kwartalnik branży IT
- "Raport Teleinfo" - periodyk branży IT
- "Świat Energii" - miesięcznik branży energetycznej
- "Teleinfo" - miesięcznik branży IT
- "Teleinfo24.pl" - portal branży IT z codziennym newsletter
- "Video Mix (miesięcznik)" - od czerwca 2009 r. zmiana nazwy na Płaskie Ekrany